# Dominika Pierzchała
Dominika Pierzchała (ur. 11 marca 2003 w Rybniku) – polska siatkarka, reprezentantka kraju, grająca na pozycji środkowej.
Swoje pierwsze siatkarskie kroki stawiała w MUKS Sari Żory, w którym pomogła awansować do II ligi ogólnopolskiej. Kolejnym klubem w był MKS Zorza Wodzisław Śląski. Talent młodej zawodniczki szybko został dostrzeżony przez trenerów młodzieżowych reprezentacji Polski. W Turnieju Nadziei Olimpijskich, w którym została wybrana najlepszą blokującą, wywalczyła bilet na siatkarski kamp, który odbył się w Szczyrku. Tam również wypadła świetnie, przez co mogła rozpocząć naukę i treningi w SMS PZPS Szczyrk, gdzie przez kolejne lata szlifowała swoje siatkarskie umiejętności. Równolegle reprezentowała również barwy Energi MKS SMS Kalisz, z którą sięgnęła po Mistrzostwo Polski Juniorek i Kadetek w 2020 roku. W obu tych turniejach została wybrana również najlepszą środkową zawodów. W poprzednim sezonie mimo młodego wieku świetnie radziła sobie w I Lidze Kobiet. Wystąpiła w 21 meczach, w których łącznie zdobyła 185 punktów (120 atakiem, 56 blokiem i 9 zagrywką). W 2020 roku wraz z reprezentacją Polski wystąpiła na Mistrzostwach Europy Juniorek Bośni i Hercegowinie, gdzie biało-czerwone zajęły 5. miejsce. Na Mistrzostwach Świata Juniorek w 2021 roku zajęła z reprezentantkami Polski 6. miejsce.
Pod koniec kwietnia 2023 roku została powołana przez trenera Stefano Lavariniego do szerokiej kadry reprezentacji Polski.
Podczas Gali Polskiej Ligi Siatkówki 2023 została Odkryciem Sezonu 2022/2023 Tauron Ligi.
24 stycznia 2025 roku w 16. kolejce TAURON Ligi w barwach Lotto Chemika Police w meczu z ŁKS-em Commercecon Łódź zablokowała przeciwniczki 12 razy, w całym meczu zdobyła 18 punktów.

## Dominika Pierzchała w rankingach blokujących Tauron Ligi w latach 2021-2025
| Sezon     | Ilość | Miejsce |
| --------- | ----- | ------- |
| 2021/2022 | 71    | 6.      |
| 2022/2023 | 76    | 3.      |
| 2023/2024 | 30    | 34.     |
| 2024/2025 | 106   | 1.      |

## Sukcesy klubowe

### młodzieżowe
Ogólnopolska Olimpiada Młodzieży:
- 2018[12]

Mistrzostwa Polski Kadetek:
- 2020[13]

Mistrzostwa Polski Juniorek:
- 2020[14]
- 2021[15]

### seniorskie
Superpuchar Polski:
- 2023[16]

Mistrzostwo Polski:
- 2024[17]

## Sukcesy reprezentacyjne
Liga Narodów:
- 2023[18], 2025[19]

## Nagrody indywidualne
- 2017: Najlepsza blokująca Turnieju Nadziei Olimpijskich
- 2020: Najlepsza blokująca Mistrzostw Polski Kadetek[20]
- 2020: Najlepsza blokująca Mistrzostw Polski Juniorek
- 2021: Najlepsza blokująca Mistrzostw Polski Juniorek[21]